# نقش‌برجسته بردبت
نقش برجسته بردبت در شهرستان مسجد سلیمان، بخش اندیکا، دهستان قلعه خواجه، ۶ کیلومتری جنوب غرب روستای سوزتینا واقع شده و این اثر در تاریخ ۲۶ اسفند ۱۳۸۷ با شمارهٔ ثبت ۲۵۹۶۳ به‌عنوان یکی از آثار ملی ایران به ثبت رسیده است.